# Джемрек-Узень
 Джемрек-Узень  (рос. Джемрек-Узень, Копырлико́й, Толга́йская ба́лка, Сельби́-Узе́нь, Карау́л-Дере́, крим. Cemrik Özen, Джемрик Озен) — маловодна річка в Україні у Білогірському районі Автономної Республіки Крим, в південній частині Кримського півострова. Ліва притока Кучук-Карасу (басейн Азовського моря).

## Опис
Довжина річки 12 км, площа басейну водозбору 36,4 км², найкоротша відстань між витоком і гирлом — 11,19 км, коефіцієнт звивистості річки — 1,07. Формується багатьма безіменними струмками та загатами.

## Розташування
Бере початок між горами Кабарга (686,0 м) та Джемрек (628,8 м). Тече переважно на північний схід через село Черемисівку (1945 року — Кьопюрлікой, крим. Köpürliköy, рос. Черемисовка) , Мічурінське (до 1945 року — Кабурчак, крим. Qaburçaq, рос. Мичуринское)  і на північній стороні від села на висоті 199,2 м над рівнем моря впадає у річку Кучук-Карасу, праву притоку Біюк-Карасу.
Населені пункти вздовж берегової смуги: Дозорне (до 1948 року — Ішунь; крим. İşün, рос. Дозорное) , Горлинка (до 1948 року — Бій-Елі; крим. Biy Eli, рос. Горлинка) , Лічебне (до 1948 року — Катирша-Сарай, крим. Qatırşa Saray, рос. Лечебное) .

## Цікаві факти
- Між селами Черемесівка та Лічебне річку перетинає автошлях Р23 (автомобільний шлях регіонального значення на території України, Сімферополь — Феодосія)
- Річка протікає понад горою Балабан-Кир (369,0 м)[8][9].